# Wydział Nauk Przyrodniczych i Technicznych Katolickiego Uniwersytetu Lubelskiego Jana Pawła II
Wydział Nauk Przyrodniczych i Technicznych Katolickiego Uniwersytetu Lubelskiego Jana Pawła II – jeden z siedmiu wydziałów Katolickiego Uniwersytetu Lubelskiego Jana Pawła II. Powstał 1 października 2022 roku w wyniku przekształcenia Wydziału Nauk Ścisłych i Nauk o Zdrowiu.

## Kierunki kształcenia
Dostępne kierunki:
- Architektura krajobrazu (studia I i II stopnia)
- Informatyka (studia I i II stopnia)
- Informatyka – studia w języku angielskim (studia I stopnia)
- Matematyka – studia I stopnia
- Matematyka – studia w języku angielskim (studia I stopnia)
- Inżynieria Środowiskowa - studia I w Filii KUL w Stalowej Woli

## Władze Wydziału
W kadencji 2024/2028:
| Stanowisko | Imię i nazwisko                    |
| ---------- | ---------------------------------- |
| Dziekan    | dr hab. Ewa Trzaskowska, prof. KUL |

## Struktura

### Instytut Matematyki, Informatyki i Architektury Krajobrazu
Dyrektor: p.o. dr Marcin Płonkowski
- Katedra Kształtowania i Projektowania Krajobrazu
- Katedra Ochrony Środowiska Przyrodniczego i Krajobrazu
- Katedra Społecznych i Humanistycznych Podstaw Architektury Krajobrazu
- Katedra Analizy Matematycznej
- Katedra Informatyki Stosowanej
- Katedra Modelowania Matematycznego
- Katedra Sztucznej Inteligencji
- Katedra Teorii Prawdopodobieństwa i Statystyki[5]

### Instytut Nauk Inżynieryjno-Technicznych
Dyrektor: VACAT
- Katedra Analityczno-Inżynieryjna[7]